# Ulassai
Ulassai (sardisk: Ulàssa) er en by og en kommune (comune) i provinsen Nuoro i regionen Sardinien i Italien. Byen ligger i 775 meters højde og har 1.457 indbyggere (2016). Kommunen har et areal på 122,41 km² og grænser til kommunerne Esterzili, Gairo, Jerzu, Osini, Perdasdefogu, Seui, Tertenia, Ussassai, Villagrande Strisaili og Villaputzu.